# 孖斑鰓脂鯉
孖斑鰓脂鯉，為輻鰭魚綱脂鯉目脂鯉亞目半齒脂鯉科的其一種，分布於南美洲蘇利南河、Corantijn河、馬洛尼河等流域，體長可達12.9公分，棲息在沙石底質的溪流，生活習性不明。